# Midnight Club: Street Racing
Midnight Club: Street Racing es un juego arcade de carreras, desarrollado por Angel Studios y publicado por Rockstar Games. El juego se centra en las carreras de calle competitivas y el Tuneo. El juego fue lanzado para las plataformas PlayStation 2 y Game Boy Advance, siendo el primero un título de lanzamiento para la plataforma. Es el primer juego en la franquicia de Midnight Club, seguido de Midnight Club II.
El título de esta serie es una referencia al club de carreras callejeras japonés Mid Night Club. A finales de los 90, eran famosos por sus carreras de alta velocidad por la ruta Bayshore en la autopista Shuto Expressway de Tokio, por lo que el kanji "Wangan" (Bayshore) también se incluye en el título, aunque también es un grito para Wangan Midnight, ya que la parte "medianoche" del logotipo está estilizada de manera similar. Curiosamente, los pocos lanzamientos japoneses de los juegos Midnight Club (el primer juego y ambos Los Angeles y LA Remix) omiten los kanji del logotipo, presumiblemente para evitar posibles problemas de derechos con los dueños de los derechos de Wangan Midnight, Kodansha.

## Trama
Un misterioso grupo de corredores de calle urbanos conocido como Midnight Club compite por el orgullo, el poder y la gloria en autos deportivos mejorados y personalizados. Como conductor de taxi habitual de la Ciudad de Nueva York, el jugador aprende sobre este club secreto y decide unirse.
El jugador comienza con un vehículo relativamente no modificado y lento, que es el Taxi. A través de una serie de carreras, cada una con diferentes objetivos, derrotan a otros corredores y ganan vehículos más rápidos y más caros. El objetivo es derrotar al campeón del mundo, que se revela como una joven japonesa llamada Anika cuyo padre fabrica autos de concepto en Japón. Siendo la única persona que la derrotó en una carrera, la jugadora es la única que ve su identidad y se convierte en la Campeona del Mundo del Club de Medianoche, además de ganar su concept car. Anika regresa a Japón después.

## Jugabilidad
Los jugadores corren por las ciudades de Londres y Nueva York. En el momento del lanzamiento, las ciudades del juego se consideraban altamente detalladas y grandes. Junto con Turbo Esprit y Midtown Madness, el juego fue pionero en el uso de un diseño de entorno de mundo abierto en lugar de pistas de circuito predefinidas. Ambas ciudades están diseñadas para el escenario de las carreras callejeras.
Cada ciudad contiene puntos de referencia de sus respectivas contrapartes de la vida real. Algunos de los lugares de interés visibles de Londres incluyen Trafalgar Square, el Palacio de Westminster y su Big Ben y el Puente de la Torre. Nueva York incluye puntos de referencia como Times Square, el Empire State Building, el World Trade Center, Rockefeller Center, United Nations Plaza, Plaza Hotel, Madison Square Garden, Washington Square Park, Toro de Wall Street, Battery Park y Central Park.

### Multijugador
Los modos multijugador, como Capturar la bandera, están disponibles para jugar en la PlayStation 2 mediante el uso de controladores adicionales.

## Recepción
El juego fue recibido con una recepción mixta o positiva. GameRankings y Metacritic le dieron un puntaje de 76.99% y 78 de 100 para la versión de PlayStation 2, y 48.43% y 50 de 100 para la versión de Game Boy Advance.
Para la versión de PS2, IGN, calificándola como 8.6/10, declaró: "Además de la letanía de los autos, las grandes ciudades están llenas de secretos y formas originales de hacer atajos, lo que hace que la jugabilidad para un solo jugador y los juegos para dos jugadores sean extremadamente divertido". GameSpot, que le otorga una calificación de 8.4/10, lo calificó de "un corredor de estilo arcade extremadamente divertido". Game Revolution, sin embargo, calificándolo con una B-, dijo: "Mientras ofrece una buena porción de diversión, las texturas suaves y la jugabilidad ubicua hacen que el inicio de PS2 sea un tanto poco interesante".
Para la versión de GBA, Nintendo Power, con una calificación de 2.9/5, la calificó de "una unidad decente, si no repetitiva". Game Over Online, calificándolo en un 56%, declaró: "No hay un juego sólido para respaldar lo que es, al principio, un motor 2D gráficamente atractivo, completo con efectos especiales". Play Magazine, que le otorga dos estrellas de cinco, declaró: "A menos que te mantengas dentro del camino dado, tienes la garantía de perder todas las carreras".
Para julio de 2006, la versión de PlayStation 2 de Midnight Club había vendido 1.5 millones de copias y ganado $ 43 millones en los Estados Unidos. Next Generation lo clasificó como el 32º juego más vendido lanzado para PlayStation 2, Xbox o GameCube entre enero de 2000 y julio de 2006 en ese país. Las ventas combinadas de los lanzamientos de consola de Midnight Club alcanzaron los 2,5 millones de unidades en los Estados Unidos en julio de 2006. El juego ha vendido 1.976 millones de copias en todo el mundo. [cita requerida]